# 緬濟胡德
緬濟胡德（波蘭語：Międzychód，發音：[mʲɛnˈd͡zɨxut]，比恩鲍姆）是波蘭大波蘭省的城鎮，位於該國西部瓦爾塔河左岸，距離省会波茲南75公里，面積6.98平方公里，海拔高度37米，2006年人口10,920。

## 外部連結
- Official town website （页面存档备份，存于）
- Map via mapa.szukacz.pl （页面存档备份，存于）

52°36′N 15°54′E / 52.600°N 15.900°E